# مارگرت هیبرگ باس

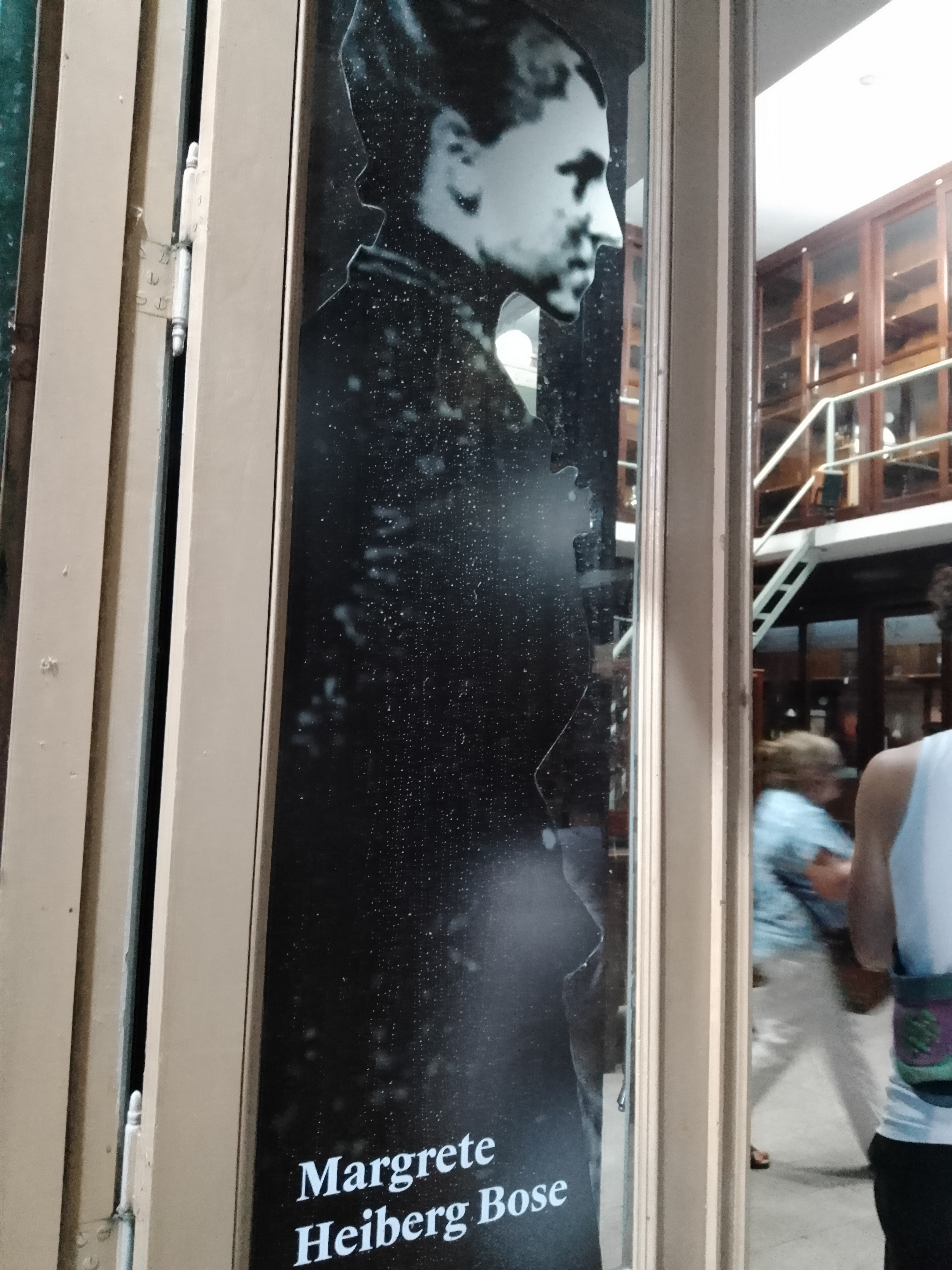
Margrete Heiberg Bose

مارگرت هیبرگ باس (انگلیسی: Margrete Heiberg Bose؛ زاده ۱۸۶۶ درگذشته ۱۹۵۲) یک فیزیک‌دان دانمارکی‌تبار اهل آرژانتین بود.